# Dreieck Dresden-West
De Dreieck Dresden-West is een knooppunt in de Duitse deelstaat Saksen. Op dit halve sterknooppunt ten westen van de stad Dresden sluit de A17 vanaf de Tsjechische grens bij Oberbreitenau aan op de A4 (Kirchheimer Dreieck-Poolse grens).

## Geografie
Het knooppunt ligt in de stad Dresden, nabij de westelijke stadsgrens, ten zuiden van het Oberen Stuwmeer bij Oberwartha. Nabijgelegen stadsdelen zijn Rennersdorf, Brabschütz, Podemus, Roitzsch en Unkersdorf. Het knooppunt ligt ongeveer 10 km ten westen van het centrum van Dresden, ongeveer 55 km ten noordoosten van Chemnitz en ongeveer 90 km ten zuidoosten van Leipzig.
Op Dreieck Dresden-West splitsen twee Europese hoofdroutes E40 (Brussel-Krakau) en de E55 (Berlijn-Praag), nadat ze op Dreieck Dresden-Nord zijn samengekomen. Vanaf het knooppunt loopt de E55 naar het zuiden en de E40 naar het westen.

## Geschiedenis
De aanleg van de A 17 begon in augustus 1998 en het eerste gedeelte tussen het Dreieck Dresden-West en de afrit Dresden-Gorbitz werd op 8 oktober 2001 opengesteld voor het verkeer. Door de bouw van het knooppunt kreeg het toenmalige Dreieck Dresden als knooppunt tussen de A 4 en de A 13 de nieuwe naam Dreieck Dresden-Nord. Sinds 21 december 2006 loopt de A 17 vanaf Dreieck Dresden-West door tot aan de Tsjechische grens.

## Rijstroken
Nabij het knooppunt heeft de A 4 2x3 rijstroken. De A 17 is  om het hoge verkeersaanbod beter te kunnen verwerken 2x4 rijstroken alvorens verder naar het zuiden weer in 2x2 over te gaan. Alle verbindingswegen hebben twee rijstroken.

## Verkeersintensiteiten
In 2010 werd het knooppunt dagelijks door ongeveer 105.000 voertuigen gebruikt. 
| Van                | Naar                      | Gemiddeld aantal voertuigen per dag | Percentage vrachtverkeer |
| ------------------ | ------------------------- | ----------------------------------- | ------------------------ |
| AS Wilsdruff (A 4) | AD Dresden-West           | 81.100                              | 17,3 %                   |
| AD Dresden-West    | AS Dresden-Altstadt (A 4) | 81.100                              | 15,1 %                   |
| AD Dresden-West    | AS Dresden-Gorbitz (A 17) | 47.000                              | 14,8 %                   |

## Richtingen knooppunt
| Aansluitende wegen          | Aansluitende wegen                 | Aansluitende wegen                          | Aansluitende wegen | Aansluitende wegen |
| --------------------------- | ---------------------------------- | ------------------------------------------- | ------------------ | ------------------ |
|                             |                                    |                                             |                    |                    |
|                             |                                    |                                             |                    |                    |
| richting Leipzig / Chemnitz | richting Dresden Berlijn / Görlitz |                                             |                    |                    |
|                             |                                    |                                             |                    |                    |
|                             |                                    | richting Dresden-Gorbitz / Pirna Praag (CZ) |                    |                    |